# Desmalopex leucopterus
Desmalopex leucopterus é uma espécie de morcegos da família Pteropodidae. É endêmica das Filipinas, onde é encontrada nas ilhas de Luzon e Catanduanes. Originalmente era classificada no gênero Pteropus.